# Francisco León
Francisco León är en kommun i Mexiko.   Den ligger i delstaten Chiapas, i den sydöstra delen av landet, 700 km öster om huvudstaden Mexico City. Antalet invånare är 6 454. Arean är 114 kvadratkilometer.
Terrängen i Francisco León är huvudsakligen kuperad, men åt sydost är den bergig.
Följande samhällen finns i Francisco León:
- San Miguel la Sardina
- San José Maspac
- Vicente Guerrero
- Rivera el Viejo Carmen
- Naranjo
- Río Negro
- Guadalupe Sardina
- Nuevo Cristo Rey
- Arroyo Caracol
- San Antonio Maspac
- San Pablo Tumbac
- Nuevo Tila
- Santa Martha
- Paraíso
- Nuevo Progreso